# Konstanta fine strukture
Konstanta fine strukture (oznaka α) je prirodna konstanta, bezdimenzionalna veličina u fizici elementarnih čestica koja opisuje jakost međudjelovanja između električkih nabijenih čestica i fotona. Ona je konstanta vezanja u elektromagnetskim djelovanjima, a određuje finu strukturu (cijepanje spin–staza) u atomskim spektrima. Njezina su definicija i vrijednost:
{\displaystyle \alpha ={\frac {e^{2}}{\hbar \cdot c\cdot \ 4\cdot \pi \cdot \varepsilon _{0}}}=7,297\,352\,5376(50)\times 10^{-3}={\frac {1}{137,035\,999\,679(94)}}}
gdje je:
- e - elementarni naboj;
- ħ = h/2π - reducirana Planckova konstanta;
- c - brzina svjetlosti u vakuumu;
- ε0 - dielektrična permitivnost vakuuma.

Konstantu fine strukture u fiziku je uveo A. Sommerfeld, proširujući Bohrov model atoma uključivanjem relativističkih pojava i eliptičnih staza gibanja elektrona, te kvantizirajući energiju, linearnu i kutnu količinu gibanja. Konstanta fine strukture je važna u teorijskim proračunima i razumijevanju elektromagnetskih međudjelovanja i zračenja te ulazi u matrične elemente različitih elektromagnetskih procesa, određujući njihove udarne presjeke i raspade.

## Objašnjenje
Postoje tri ravnopravne definicije konstante fine strukture temeǉene na ostalim temeǉnim fizikalnim konstantama:
{\displaystyle \alpha =\ {\frac {e^{2}}{(4\cdot \pi \cdot \varepsilon _{0})\cdot \hbar \cdot c}}\ =\ {\frac {e^{2}\cdot c\cdot \mu _{0}}{2\cdot h}}={\frac {k_{\mathrm {e} }\cdot e^{2}}{\hbar \cdot c}},}
gdje je:
- e – elementarni naboj;
- ħ = h/2π – reducirana Planckova konstanta;
- c – brzina svjetlosti u vakuumu;
- ε0 – Dielektrična konstanta vakuuma;
- µ0 – permeabilnost vakuuma;
- ke – Coulombova konstanta.

## Mjereǌe
Prema 2006 CODATA (Committee on Data for Science and Technology, Komitet za podatke za znanost i tehnologiju), preporučene su i definicija i iznos konstante α kao:
{\displaystyle \alpha ={\frac {e^{2}}{\hbar \cdot c\cdot \ 4\cdot \pi \cdot \varepsilon _{0}}}=7,297\,352\,5376(50)\times 10^{-3}={\frac {1}{137,035\,999\,679(94)}}}